# Erer (Patriziergeschlecht)
Die Erer (auch Ayrer, Eyerer und Aigerer) waren ein bedeutendes Patriziergeschlecht aus Heilbronn, wo sie vom frühen 14. bis zum späten 16. Jahrhundert nachweisbar sind. Die Familie entstammte dem Niederadel, lebte von ihren Besitztümern und trug über mehrere Generationen das Reichslehen der Stadt Heilbronn. Bedeutung hatten die Erer insbesondere im 15. und 16. Jahrhundert, als sie über mehrere Generationen etliche Bürgermeister in Heilbronn, Speyer und Wimpfen stellten. Ein Zweig der Familie besaß außerdem ab 1558 das Schloss Sanzenbach. Im 17. Jahrhundert verlieren sich die Spuren der Familie.

## Geschichte
Die Erer zählen zu den ältesten Heilbronner Patriziergeschlechtern. Wo die Familie ihren Ursprung hatte, ist unbekannt. Sie entstammte jedenfalls dem niederen Adel und war mit einer Reihe von niederadligen Familien der Umgebung verschwägert, familiäre Verbindungen bestanden auch zu Familien in anderen Reichsstädten. Die Familie war seit ihrer frühesten Nennung in Heilbronn wohlhabend und trat dort nicht als Kaufmannsgeschlecht in Erscheinung, sondern lebte von den Einkünften aus ihren Besitztümern. Als diese nicht mehr ausreichten, traten Mitglieder der Familie in den Dienst von Fürsten. Mehrere Söhne und Töchter kamen zur Versorgung auch in Klöster.
Der erste bekannte Namensträger ist der 1310 erwähnte Heilbronner Schultheiß Konrad Aigerer († 1336). Er besaß den Zehnt in Deitingen und wurde in der Heilbronner Kilianskirche begraben, wo sich sein Grabmal noch um 1600 befand. Sein Wappen schmückte neben dem Heilbronner Stadtwappen den Triumphbogen der Kirche. Seine Söhne Konrad, Engelmar und Hannes verpfändeten den Deitinger Zehnten nach dem Tod des Vaters an einen Neudenauer Bürger, die daraus resultierende Gült kam später an das Kloster Amorbach.
Nachdem Heilbronn 1371 Reichsstadt wurde, werden 1378 ein Hans Erer, 1383 ein Konrad (Kunz) Erer und 1387 ein Heinrich Erer genannt. Der 1383 genannte Kunz könnte zu jener Zeit Heilbronn verlassen haben und Stammvater der 1719 ausgestorbenen Nürnberger Patrizierfamilie Ayrer, die sich bis ins Jahr 1389 zurückführen lässt, geworden sein, wenngleich diese auch ein anderes Wappen führte.
Der 1378 erwähnte Hans Erer der Ältere († 1428) war wohl ein Enkel des Schultheißen Konrad. 1385 nahm Hans von König Wenzel in Würzburg das Reichslehen über Heilbronn entgegen, ab der Zeit des Städtekriegs gehörte er zahlreichen diplomatischen Gesandtschaften an und war bis 1399 mehrmals Bürgermeister von Heilbronn. Hans Erer vermehrte den Besitz und Einfluss der Familie ungemein. Seine Söhne Hans und Konrad († um 1467) haben den Landbesitz, darunter das Dorf Böllingen, wo heute noch der Erersberg an die Familie erinnert, größtenteils verkauft und sich auf städtischen Besitz konzentriert. Hans Erer zog nach Wimpfen, wo seine Nachkommen Ämter in Stift und Rat hatten. Sein Bruder Konrad zog nach Speyer und war dort Bürgermeister, hielt die Verbindung nach Heilbronn jedoch aufrecht. Konrads Söhne Engel und Kaspar wurden ebenfalls Bürgermeister in Speyer.

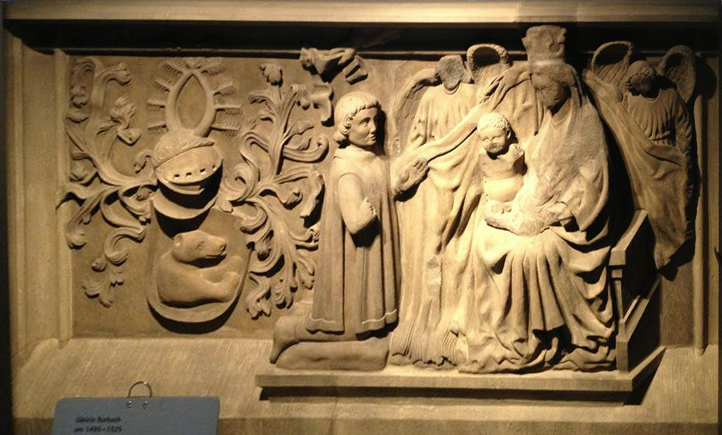
Grabdenkmal der Familie Erer aus dem Heilbronner Karmeliterkloster

Konrads Sohn Hans Erer der Jüngere († 1480) kehrte spätestens 1434 nach Heilbronn zurück und wurde dort Bürgermeister. 1456 nahm er von Kaiser Friedrich I. die Reichslehen und verschiedene Ämter entgegen, 1473 von Kaiser Fredrich auch die Vogteien über Heilbronn und Wimpfen. Er vertrat die Reichsstadt Heilbronn bei zahlreichen diplomatischen Missionen und ist vermutlich der Stifter des Grabdenkmals der Familie Erer aus dem Heilbronner Karmeliterkloster Heilbronn, wo die Familie ein Begräbnis hatte. Auch seine Söhne Johann Erer († 1503) und Conrad Erer († 1539) waren Bürgermeister in Heilbronn, wurden von den jeweiligen Kaisern zu ihrer Zeit in ihren Rechten bestätigt und vertraten die Stadt bei diplomatischen Missionen.
Conrads ältester Söhn war der Jurist Philipp Erer († 1556), der ab 1520 im Dienst unterschiedlicher Herren war, unter anderem bekleidete er von 1532 bis 1534 das Amt des Stuttgarter Vogtes, 1537/38 war er Kanzler des Speyrer Bischofs und 1539 Kanzler in Ellwangen, später war er hohenlohischer und kaiserlicher Rat. Sein Bruder Hans († 1545) war Ratsmitglied in Heilbronn und wurde als letztes Familienmitglied mit den Heilbronner Reichslehen belehnt. 
Ihr Bruder Konrad († um 1565) zog nach Künzelsau und besaß eine Hälfte des Bodenhofs bei Buchenbach sowie weitere Hofgüter in der Umgebung. Sein Sohn Ludwig Kasimir bewohnte den Bodenhof noch zeitweilig, verkaufte dann aber den Besitz. Wo er und sein Sohn Friedrich Kasimir, der 1636 noch eine Erbschaft quittierte und damit der letzte urkundlich nachgewiesene Nachkomme ist, sich niederließen, ist unbekannt.
Ein weiterer Sohn des Heilbronner Bürgermeisters Conrad Erer († 1539) war Melchior Erer († 1584), der ab 1546 dem Heilbronner Rat und Gericht angehörte. In den 1550er Jahren wurde er dann jedoch Vogt in Besigheim, bevor er 1558 das Schloss Sanzenbach erwarb und das Heilbronner Bürgerrecht aufgab. Als das Schloss 1584 niederbrannte, soll er vor Schreck gestorben sein. Sein Sohn Johann Melchior Erer († 1591) hatte seinen Sitz ebenfalls auf Schloss Sanzenbach. Er und seine Brüder haben keine bekannten Nachkommen, doch soll es in Crailsheim noch im frühen 18. Jahrhundert eine Familie Erer von Sanzenbach gegeben haben, die nur aus der Nachkommenschaft dieses Familienzweiges stammen kann.
Der jüngste Sohn von Bürgermeister Conrad Erer († 1539) war Christof Erer († 1579), der 1548 von seinen Neffen ein Haus am Heilbronner Marktplatz erwarb und hohe Ratspositionen innehatte. Bis er 1564 die Stadt wegen einer Seuche verließ, gehörte er als letzter Angehöriger der Familie dem Heilbronner Rat an. Drei seiner Söhne starben im Kriegsdienst. Der einzige zu Jahren gekommene Sohn Johann Volprecht verließ Heilbronn 1588 und verkaufte schließlich auch bis 1594 den Heilbronner Besitz. Er ließ sich in der Umgebung von Heidelberg als kurpfälzischer Dienstmann nieder, scheint dann aber verarmt zu sein. Die letzte Nachricht über ihn ist die Bewilligung eines Bettelbriefes durch die Stadt Heilbronn im Jahr 1614.

## Wappen
Das Wappen der Erer zeigt einen halben schwarzen Bären in weißem Schild. Ein solches Wappen (mit später veränderten Farben) befand sich am Triumphbogen der Heilbronner Kilianskirche und rührt wohl noch von Schultheiß Konrad Aigener († 1336) her. 1383 siegelte Kunz Erer mit demselben Wappenbild. Es erscheint ebenso auf dem heute im Haus der Stadtgeschichte in Heilbronn verwahrten Erer-Grabdenkmal.

## Stammfolge
Der älteste bekannte Vorfahr ist Konrad Aigener, der 1336 starb und der drei Söhne hatte.
- Konrad Aigener († 1336), Schultheiß in Heilbronn
  - Konrad (erw. 1336)
  - Engelmar (erw. 1336)
  - Hannes (erw. 1336)

Von 1336 bis 1378 gibt es keine Erwähnungen der Familie. Ab 1378 werden in rascher Folge Hans Erer der Ältere, Kunz Erer und Heinrich Erer genannt, deren Verwandtschaft zu den Vorgenannten sowie untereinander unklar ist.
- Hans d. Ä. (erw. 1378)
- Konrad (Kunz) (erw. 1383), nach 1383 nicht mehr in Heilbronn, mglw. Stammvater einer Nürnberger Patrizierfamilie
- Heinrich († 1387), Mönch im Dominikanerkloster Wimpfen

Der 1378 erwähnte Hans Erer ist Stammvater des Geschlechts in Heilbronn und seiner Seitenlinien in Speyer, Wimpfen, Bodenhofen, Sanzenbach und anderen Orten.
- Hans d. Ä. († 1428), Bürgermeister in Heilbronn, ⚭ (1) N. Lemlin, (2) Barbara Lütfried
  - Konrad († um 1467), Bürgermeister in Speyer, ⚭ Lücke von Rinkenberg
    - Hans d. J. († 1480), Bürgermeister in Heilbronn, ⚭ Barbara Mettelbach
      - Johann († 1503), Bürgermeister in Heilbronn, ⚭ Margaretha Schultheiß
      - Conrad († 1539), Bürgermeister in Heilbronn, ⚭ (1) Ursula Nagel, (2) N.N.
        - Philipp († 1556), Jurist, ⚭ (1) Agnes N., (2) Katharina Egen
        - Hans († 1545), Ratsmitglied in Heilbronn ⚭ Benigna Nenninger
          - Johann († 1547 als Kind)
          - Ludwig († 1554), Kleriker
          - Benigna († 1547 als Kind)
          - Agathe ⚭ Daniel Botzheim

        - Kaspar († vor 1540), Kleriker
        - Konrad († um 1565) ⚭ Agathe von Stetten (Zweig Bodenhofen)
          - Ludwig Kasimir ⚭ Maria von dem Werder
            - Friedrich Kasimir (erw. 1636, letzter bekannter Nachkomme)

          - Hans Philipp
          - Justina ⚭ David Psolimar
          - Apollonia ⚭ Johann Christof Mosung von Schaftolsheim
          - Helena († vor 1637), 1612 Hofmeisterin in Durlach ⚭ Karl Ryß von Sulzbach

        - Engelhard († 1548)
        - Melchior († 1584), Ratsmitglied in Heilbronn, später Herr auf Sanzenbach, ⚭ Christina Nenninger (Zweig Sanzenbach)
          - Hans Melchior (1550–1598), Löwensteinischer Oberjägermeister, ⚭ Ursula Büschler
          - Christof Rudolf, ⚭ (1) Ester Wernitzer, (2) Katharina Susanne Rieter
          - Eberhard, Vogt in Welzheim, ⚭ Dorothea von Gnotstatt
          - Agnes ⚭ Johann Schiel
          - Elisabeth ⚭ (1) Georg Christof vom Holtz, (2) Franz von Eltershofen

        - Christof († 1579), Schultheiß in Heilbronn, ⚭ Katharina von Frauenberg
          - Johann Christof († 1592), Kriegsmann
          - Konrad († 1581 in Spanien), Kriegsmann
          - Melchior Ludwig († jung)
          - Johann († 1581 in Spanien), Kriegsmann
          - Johann Volprecht († nach 1614) ⚭ Anna von Rüdesheim
          - Magdalena ⚭ Michael Bechstein
          - Marina ⚭ Volmar von Remchingen
          - Margareta ⚭ Philipp Gans zu Otzberg
          - Theodora ⚭ Wilhelm Truchseß von Höfingen

        - Ursula ⚭ Wicker Frosch
        - Barbara, Nonne im Kloster Rechentshofen
        - Anna, Nonne im Kloster Lichtenstern
        - Katharina ⚭ Eberhard von Böckingen

      - Elisabeth († 1505) ⚭ Heinrich von Liebenstein, württ. Vogt im Zabergäu
      - Barbara ⚭ (1) Reinhard von Sachsenheim, (2) Reinhard von Neuhausen, (3) Wolf von Tachenhausen
      - Agnes, Nonne in Lichtenstern

    - Balthasar († 1489), 1440 Kleriker in Heidelberg, später Vizedekan in Speyer
    - Engel, 1462 und 1465 Bürgermeister in Speyer
    - Kaspar († 1483), 1468 Bürgermeister von Speyer, ⚭ Eva Scheubel

  - Hans († um 1475), Bürgermeister in Heilbronn, später in Wimpfen, ⚭ (1) Agnes Mangolt, (2) Endlin N. (Zweig Wimpfen)
    - Hans, Priester in Wimpfen
    - Ludwig († 1536), Ratsherr in Wimpfen, ⚭ (1) N. Sailer, (2) Ameley von Helmstatt